# Pedro Santa Cecilia García
Pedro Santa Cecilia García (10 maart 1984) is een Spaanse voetballer die als verdediger onder contract staat bij Sporting Charleroi.

## Statistieken
| Seizoen | Club               | Land   | Competitie         | Wedst | Goals |
| ------- | ------------------ | ------ | ------------------ | ----- | ----- |
| 2003/04 | Sporting Gijón B   | Spanje | Tercera División   | -     | -     |
| 2004/05 | Sporting Gijón B   | Spanje | Tercera División   | -     | -     |
| 2005/06 | Sporting Gijón     | Spanje | Segunda División A | 1     | 0     |
| 2006/07 | Sporting Gijón     | Spanje | Segunda División A | 12    | 2     |
| 2007/08 | Sporting Gijón     | Spanje | Segunda División A | 37    | 0     |
| 2008/09 | Sporting Gijón     | Spanje | Primera División   | 17    | 0     |
| 2009/10 | Sporting Gijón     | Spanje | Primera División   | 5     | 0     |
| 2010/11 | Albacete Balompié  | Spanje | Segunda División A | 6     | 0     |
| 2011/12 | Sporting Charleroi | België | Tweede Klasse      | 6     | 0     |
| 2012/13 | Sporting Charleroi | België | Jupiler Pro League | 1     | 0     |
|         |                    |        | Totaal             | 85    | 2     |

Bijgewerkt: 29/07/2012